# Tanaoneura smicropleura
Tanaoneura smicropleura är en stekelart som beskrevs av Lasalle 1987. Tanaoneura smicropleura ingår i släktet Tanaoneura och familjen Tanaostigmatidae.
Artens utbredningsområde är:
- Nicaragua.
- Peru.

Inga underarter finns listade i Catalogue of Life.